# 食用コウモリ

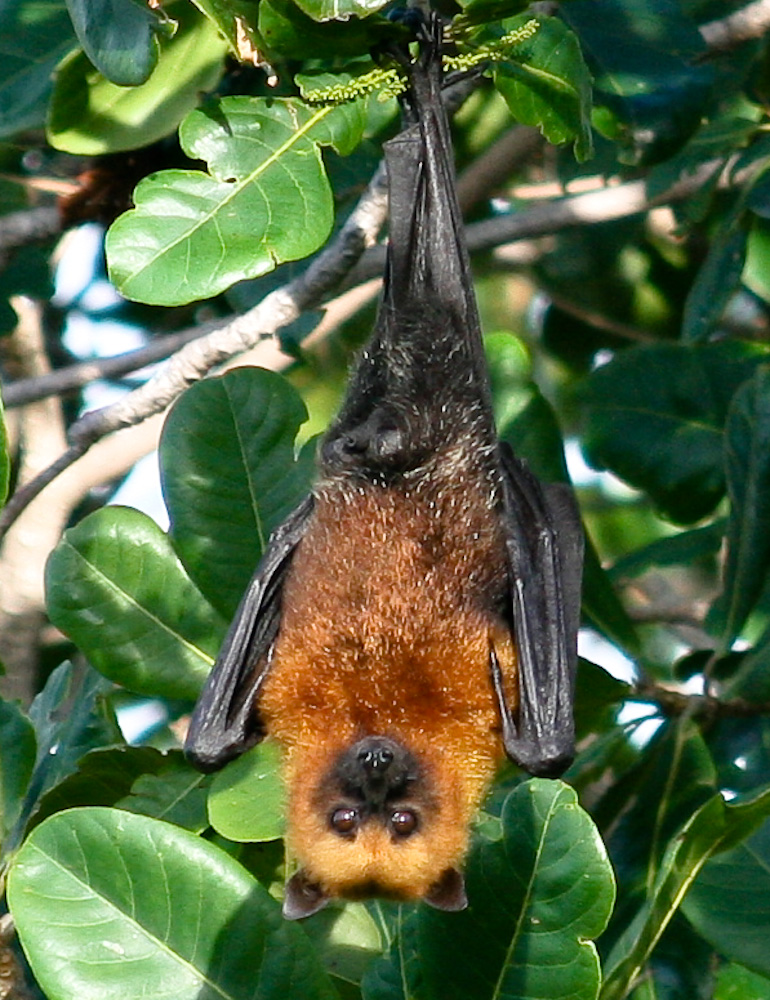
セーシェルオオコウモリ（カレー料理の具としてしられる）

食用コウモリ（しょくようコウモリ）は、アジア・オセアニア・アフリカなどで食されるポピュラーな食材のひとつである。大型のコウモリであるフルーツコウモリ（フルーツバット、いわゆるオオコウモリ）がよく食される。

## 各地
多くの南の国や地域で。食用コウモリはレストラン、食堂、あるいは屋台、そして家庭で利用されている。また、一部の地域では高級食材として扱われる。地域によっては、まるごと一頭の串焼き、姿焼き、姿煮などで提供されるが、頭や内臓まで食べることができる。

### アジア
インドネシア・北スラウェシ州のミナハサ族には、写真のようなパニキ（Paniki：コウモリ）の家庭料理（マナド料理）がある。
ミナハサ族の料理法で調理されたパニキは、毛を焼いてローストし、カレー風に仕上げたもので、骨付き肉である。また、ココナッツミルクや、ハーブや香辛料を用いて、カレーのようなスープ料理にもなる。肉の味は牛肉のようで、この民族の料理は、味付けに唐辛子を用いることもあり、辛い料理とされている。

Paniki in Indonesia
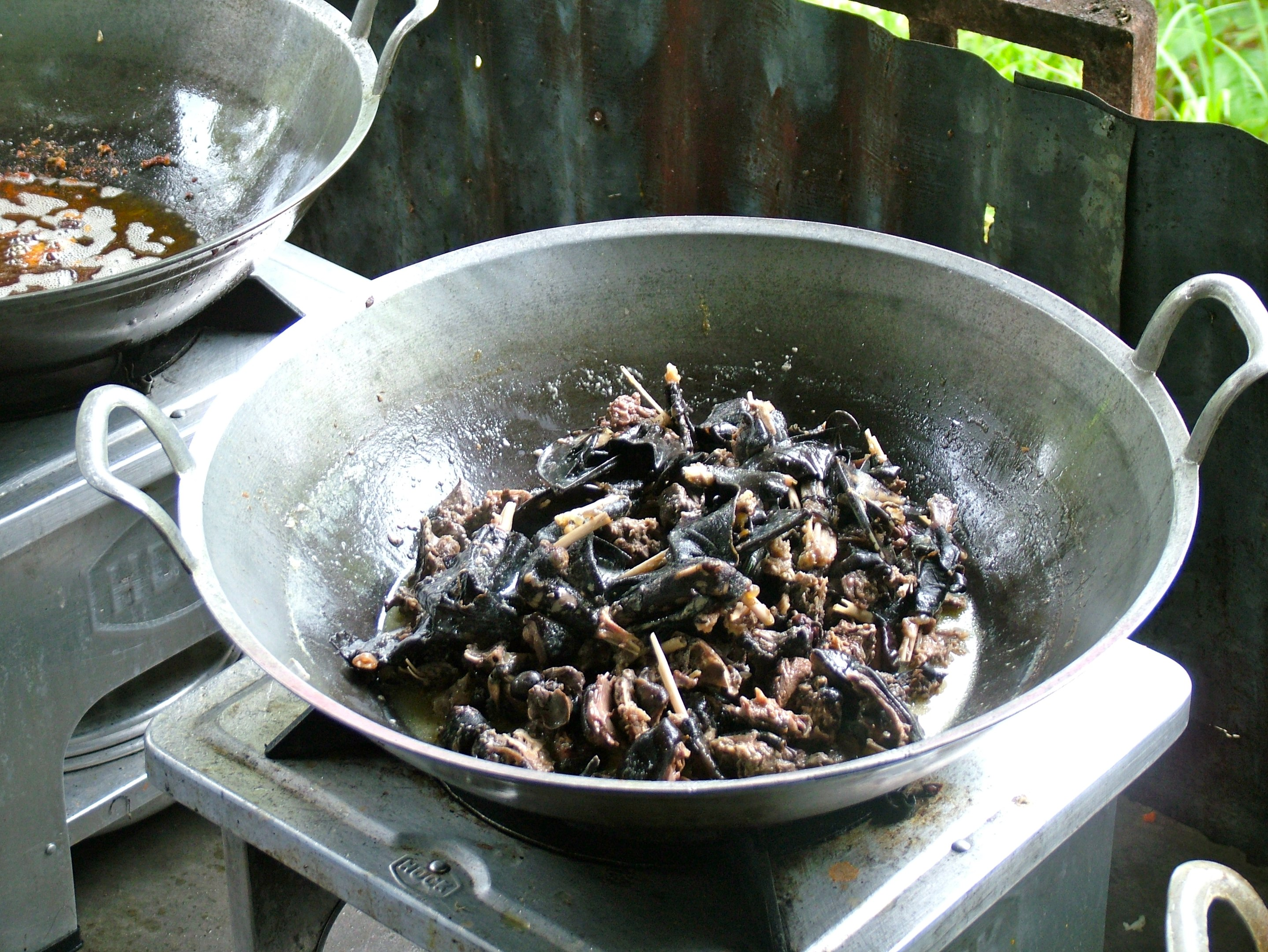
パニキの調理（インドネシア）
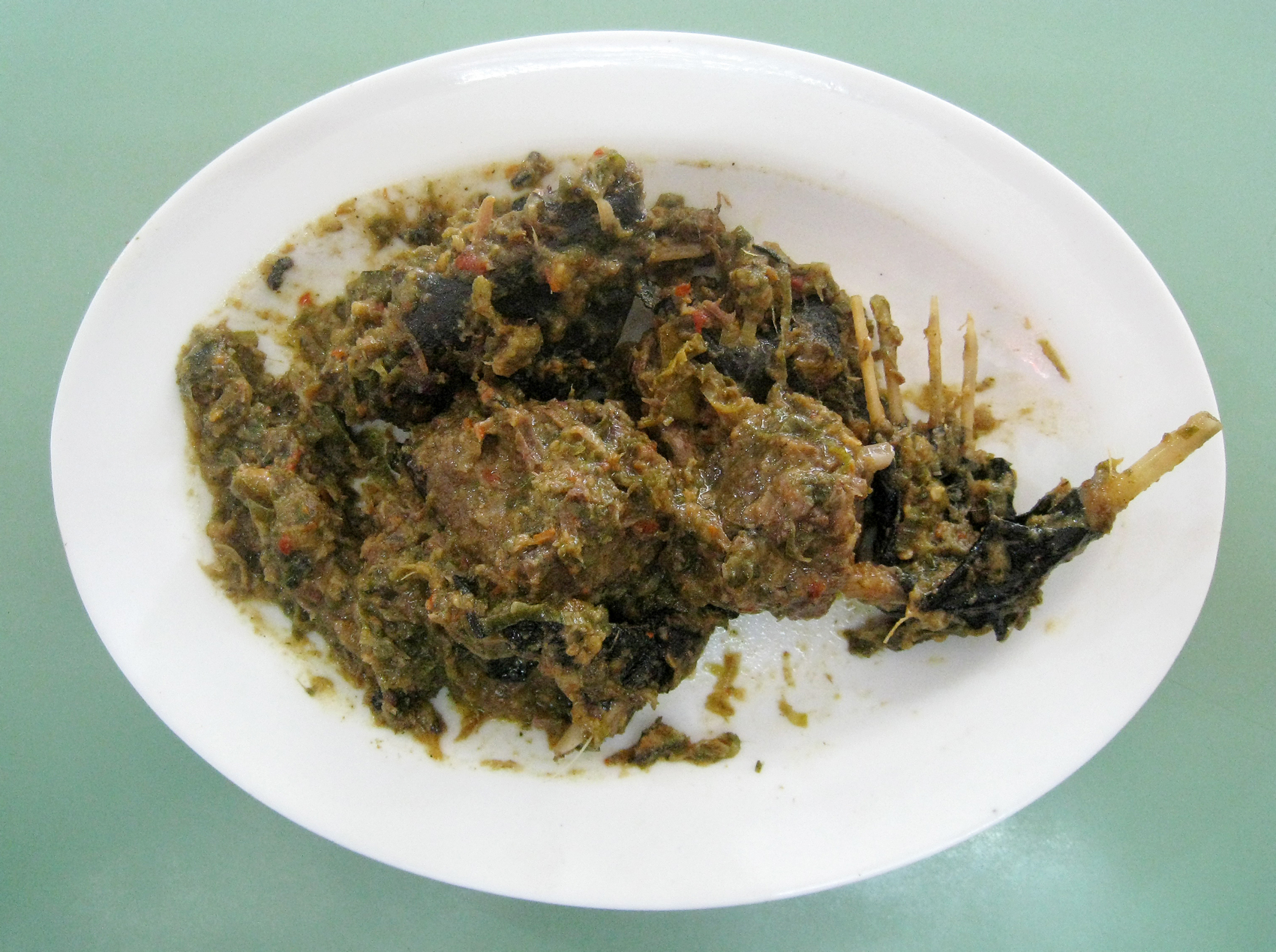
パニキのカレー風料理（インドネシア）
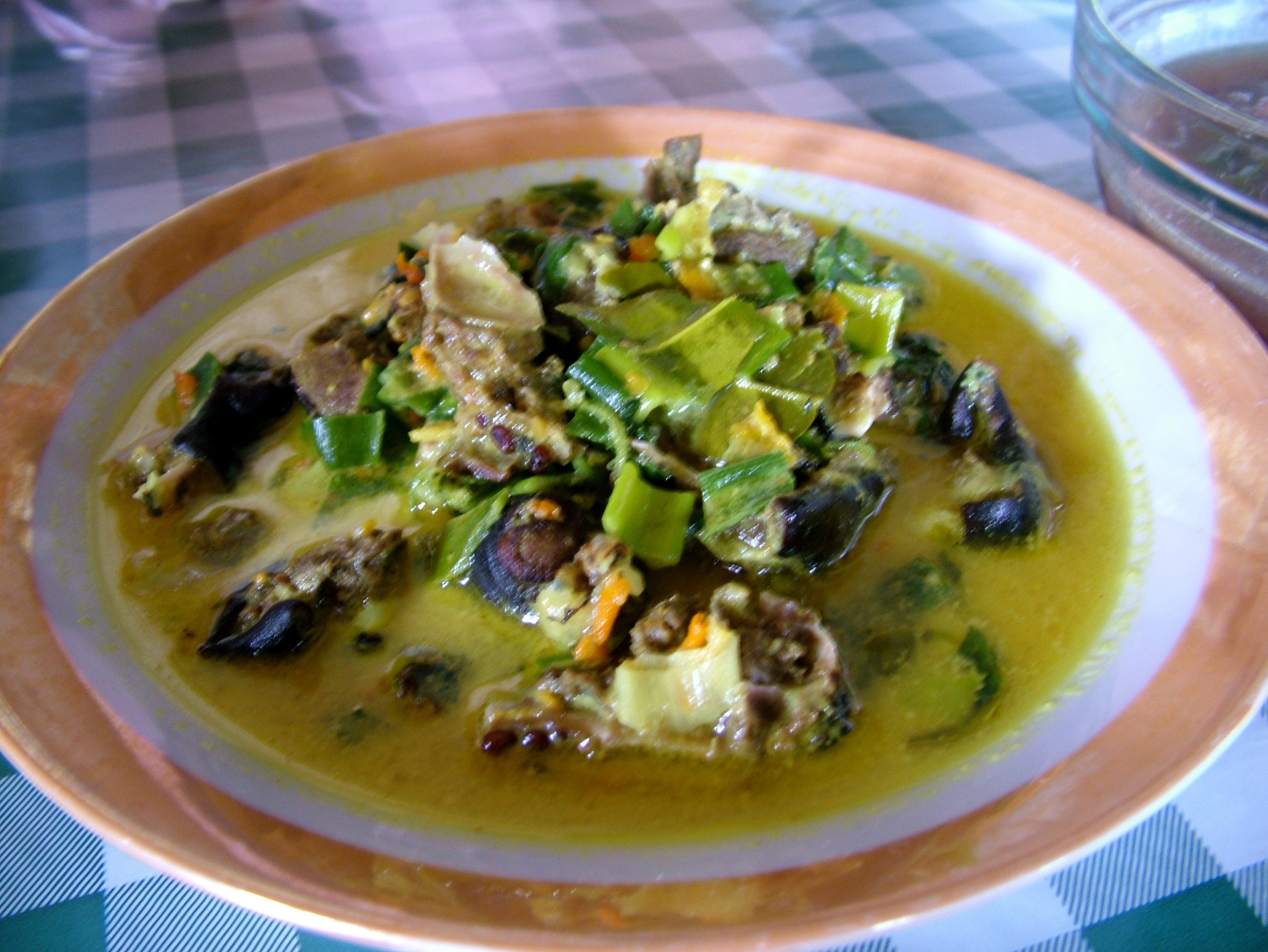
イエローカレーのようなパニキのスープ（インドネシア）

ラオスなどの東南アジアでは屋台で売られるほどポピュラーで、おやつとして食されてもいる。毛が付いたまま串焼きをした屋台料理もある。カンボジアではライルオオコウモリや小型のコウモリが食され、野菜と一緒に煮込む料理がある。ほかに、小さく刻んだコウモリを煮て、エキスを滋養・強壮の薬として飲むこともある。ベトナムでは、かゆの中にコウモリを入れる家庭料理が伝わる。このさい、コウモリは毛を取って料理する。フィリピンではネグロスケナシフルーツコウモリが食されていた（が、この種は様々な原因でほぼ絶滅した）。（#狩猟と保護参照）

Cooking in Indonesia
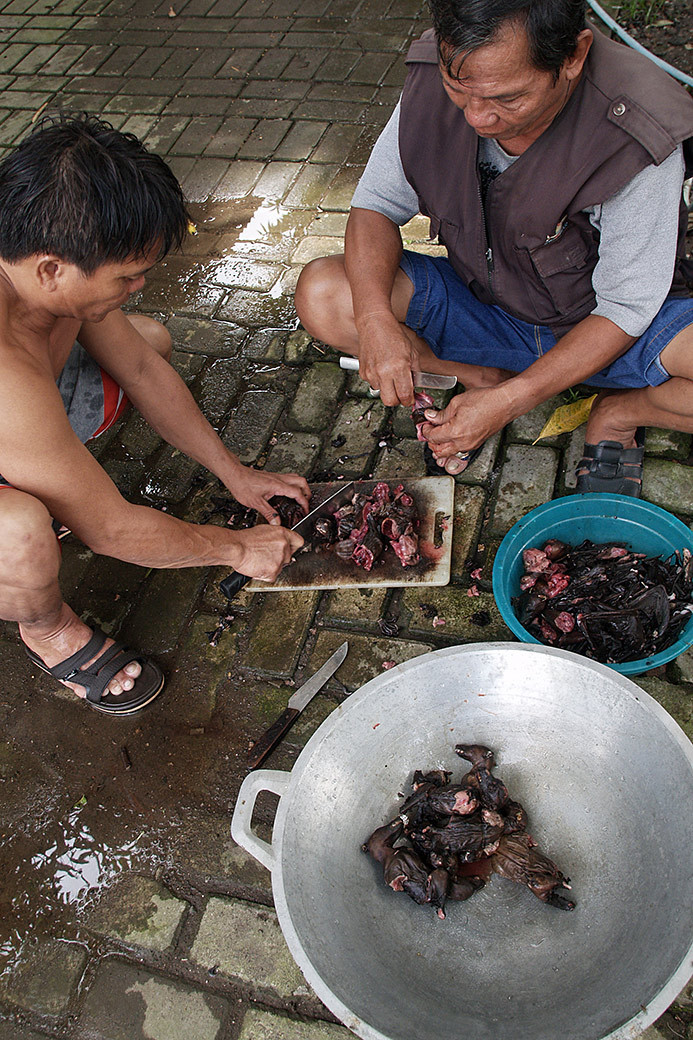
調理中（インドネシア）
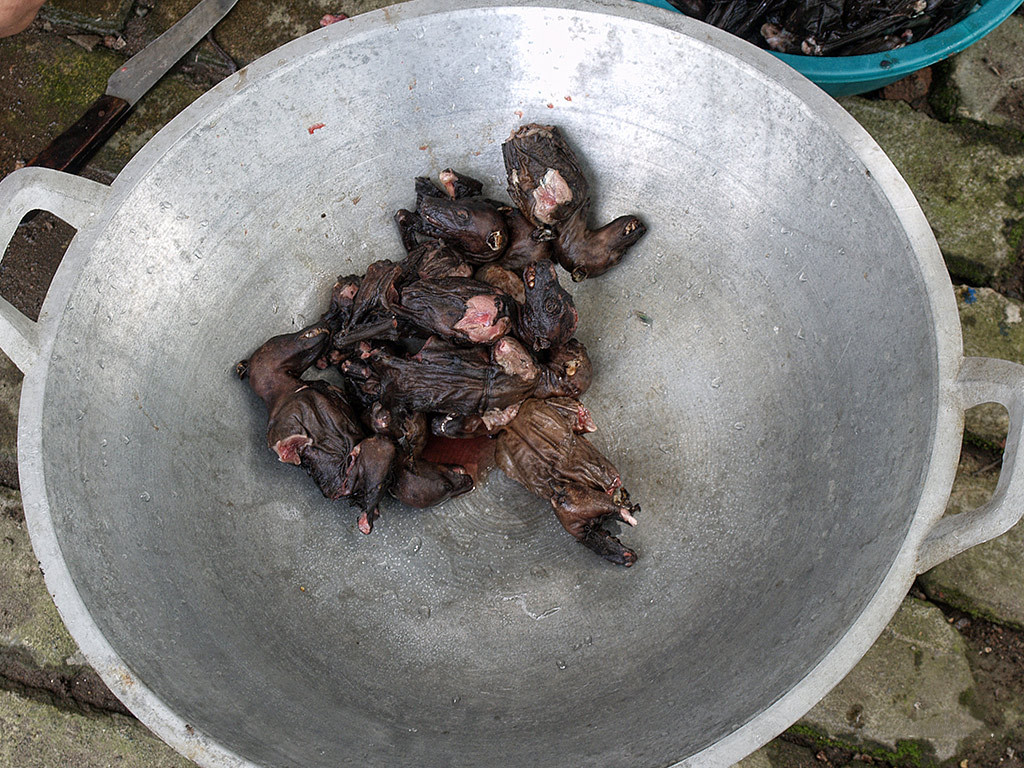
調理中（インドネシア）
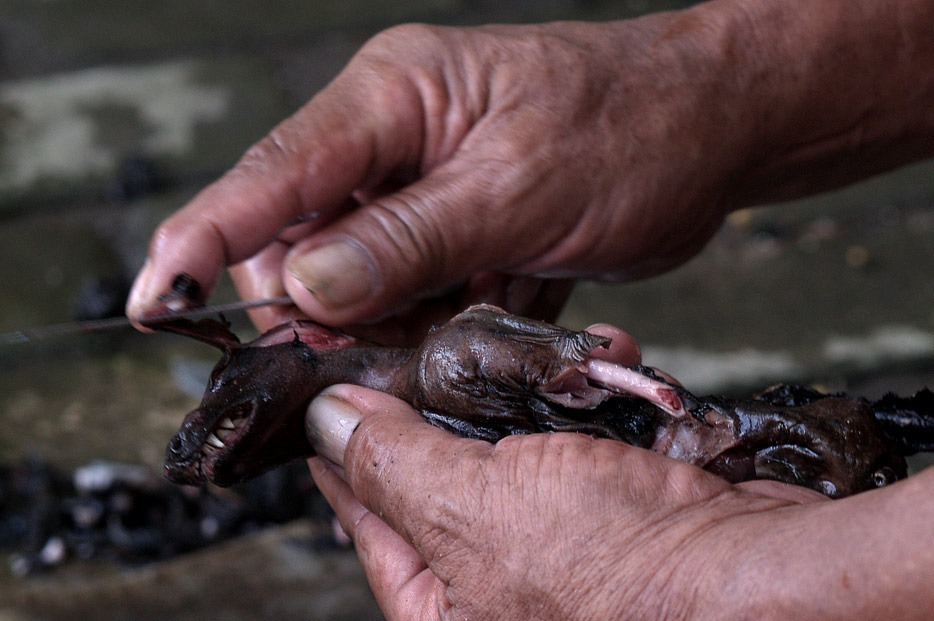
調理中（インドネシア）

中国の南部にもフルーツコウモリが生息するため、その食文化があり、広東料理では高級食材として扱われる
一方、日本にも食用になるフルーツコウモリが琉球諸島や小笠原諸島に生息するが、食する習慣は無い。そもそも日本のフルーツコウモリは生息数が極めて少なく、琉球・小笠原のいずれにおいても絶滅危惧種で捕獲も禁止されている。

### オセアニア

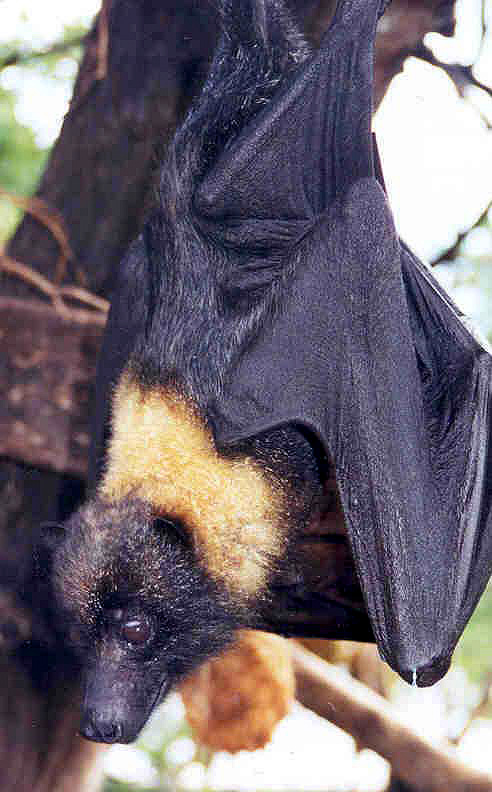
マリアナオオコウモリ

パラオやバヌアツでも食される。パラオでは、捌いたコウモリの肉をココナッツミルク、生姜、及び香辛料で煮込んだ料理が伝わる。一部のレストランでは、日本で客が魚を選ぶように、客が自らコウモリを選んで、さばいてもらえる店もある。
また、日本の中学校にもパラオで、食用コウモリを食す研修がある。バヌアツでは“ラプラプ料理”のひとつにフルーツコウモリも用いたものがある。
グアム島やマリアナ諸島（サイパンなど）のマリアナオオコウモリも美味しいため、チャモロ料理となり、よく食べられた。現在は数が減ったため、別の場所からオオコウモリを輸入して、食文化が存続している。グアムで食用コウモリが激減して消費に追いつかなくなった際、オガサワラオオコウモリやサモアオオコウモリのような他の場所のオオコウモリがグアムに輸入された。日本の小笠原諸島はアメリカの施政権下に置かれた歴史があるが、ちょうどその時代に島民がオガサワラオオコウモリを網などで捕獲していた。 
パプア・ニューギニアにもスープ料理がある。ここのカラン族 (Karan) はコウモリ狩りをし、食する。肉はチキンのようで、スープの味付けはインドネシアとは異なり、淡泊であるという。
オーストラリアのアボリジニーは伝統的にコウモリを食す。アボリジニーの伝統的な食材を“ブッシュ・タッカー”といい、コウモリを食すなどの、ブッシュタッカーを体験するツアーも行われる。アボリジニーの神話に『ボッビ・ボッビ』 (Bobbi-bobbi) というものがあり、アボリジニーがコウモリを食べるようになったわけや、ブーメランでコウモリを捕えるわけが伝承されている。

### アフリカ
アフリカのブルキナファソにコウモリを食する習慣がある。狩猟が行われ、銃や空気銃を用いたり、木の枝とゴムの、パチンコで撃ち落とす。
また、インド洋のセーシェルでもフルーツコウモリを用いた、クレオール風のカレー料理がある。

## 狩猟と保護

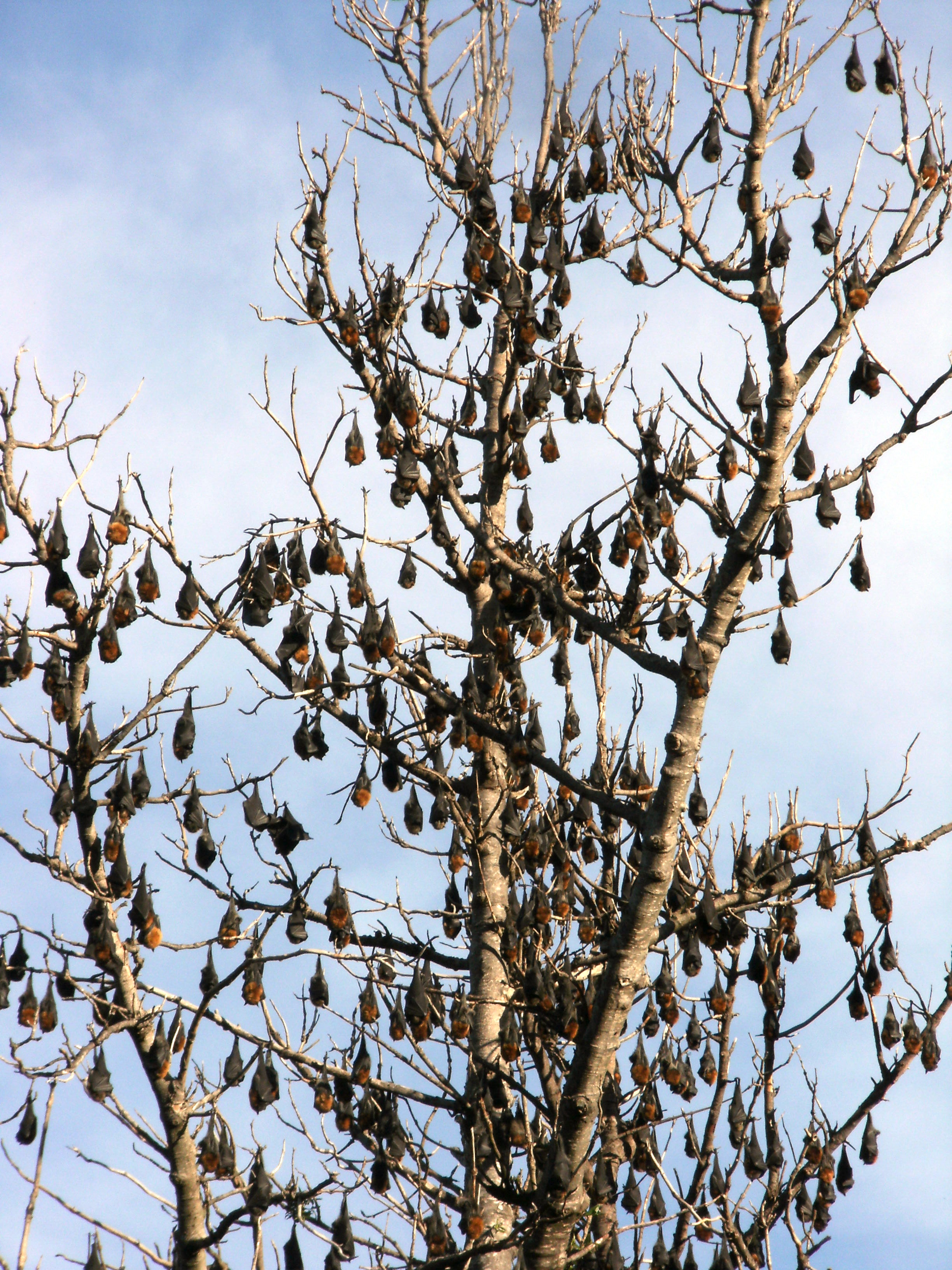
群れるため捕獲しやすいオオコウモリ（スリランカ）

食用コウモリは養殖がされていないため、狩猟により捕獲する。食用コウモリがいる国や地域では、パチンコ（スリングショットなど）やブーメランのような簡単な道具や、銃や空気銃、または網、捕虫網などを用いて狩猟をする。フィリピンのアエタ族（Aeta、又はアイタ族：Ayta）や、バヌアツのタンナ島の狩猟採集民ニャマルは弓矢を用いる。ニューカレドニアでは観光客がハンティングを行える。
コウモリを捕獲している地域では、コウモリが人を警戒し、人間に近寄らないが、捕獲していない地域では、コウモリは人間のことを気にしないとされている。そのため、オオコウモリを捕獲するのに森に入る場合がある。反対に、オオコウモリを捕獲しないスリランカ（の植物園）では、人のそばで、インドオオコウモリが大きなコロニーを形成していたりする。
コウモリを食用とする地域がある一方、様々な国や地域でコウモリはタブー視され、食されない。キリスト教の影響の濃い欧州では、コウモリの売買と食肉を禁じる国際法まである。
コウモリを食する文化の無い日本では、コウモリは鳥獣保護法の保護対象となっており、捕獲には許可が必要となっている。規制以前の小笠原では前述の通りグアムへの輸出のために、網などで、オガサワラオオコウモリを捕獲したことがある。
グアムではマリアナオオコウモリが食べられたが、グアムの幾つかの島で絶滅したり、絶滅寸前にまで追い込まれてしまい、その捕獲は制限され、現地の方が文化として食する程度である。日本の「コウモリの会」によると、グアムのマリアナオオコウモリの絶滅又は激減などのような現象は、主に観光客が興味本位にコウモリを食すことに由来し、現地人が一月に数回、食べる分にはコウモリ（資源）が減ることは無かったと主張している。
フィリピンの一部地域に生息するネグロスケナシフルーツコウモリは、森林破壊や糞（グアノ）採取を目的とした騒乱、狩猟により生息数を急速に減らした。一時は絶滅と信じられていたほどである。

## 感染症
中国では2002年から2003年に重症急性呼吸器症候群（SARS、サーズ）が流行したが、食用コウモリが感染ルートとされている。SARSの原因となったSARSコロナウイルスは、コウモリを介して、人に伝播する感染ルートが知られている。そのため、コウモリを含む野生動物を食べないように注意喚起されることもあった。
2014年の西アフリカエボラ出血熱流行においてエボラ出血熱の発生源地域のひとつであるギニアのゲケドゥ県では、エボラウイルスの媒介動物であるウマヅラコウモリとフランケオナシケンショウコウモリの狩猟が盛んであった。
2019新型コロナウイルス感染症もコウモリを食べることによって引き起こされた疑いがある。中国のブロガーが2016年にパラオでコウモリを食べるビデオが炎上した。　

そのほか幾つかの感染症がコウモリ由来と考えられている。
なお、食べることによってではないものの、狂犬病及び近縁のリッサウイルスはコウモリからも感染する。